# Ecco (Schuhe)

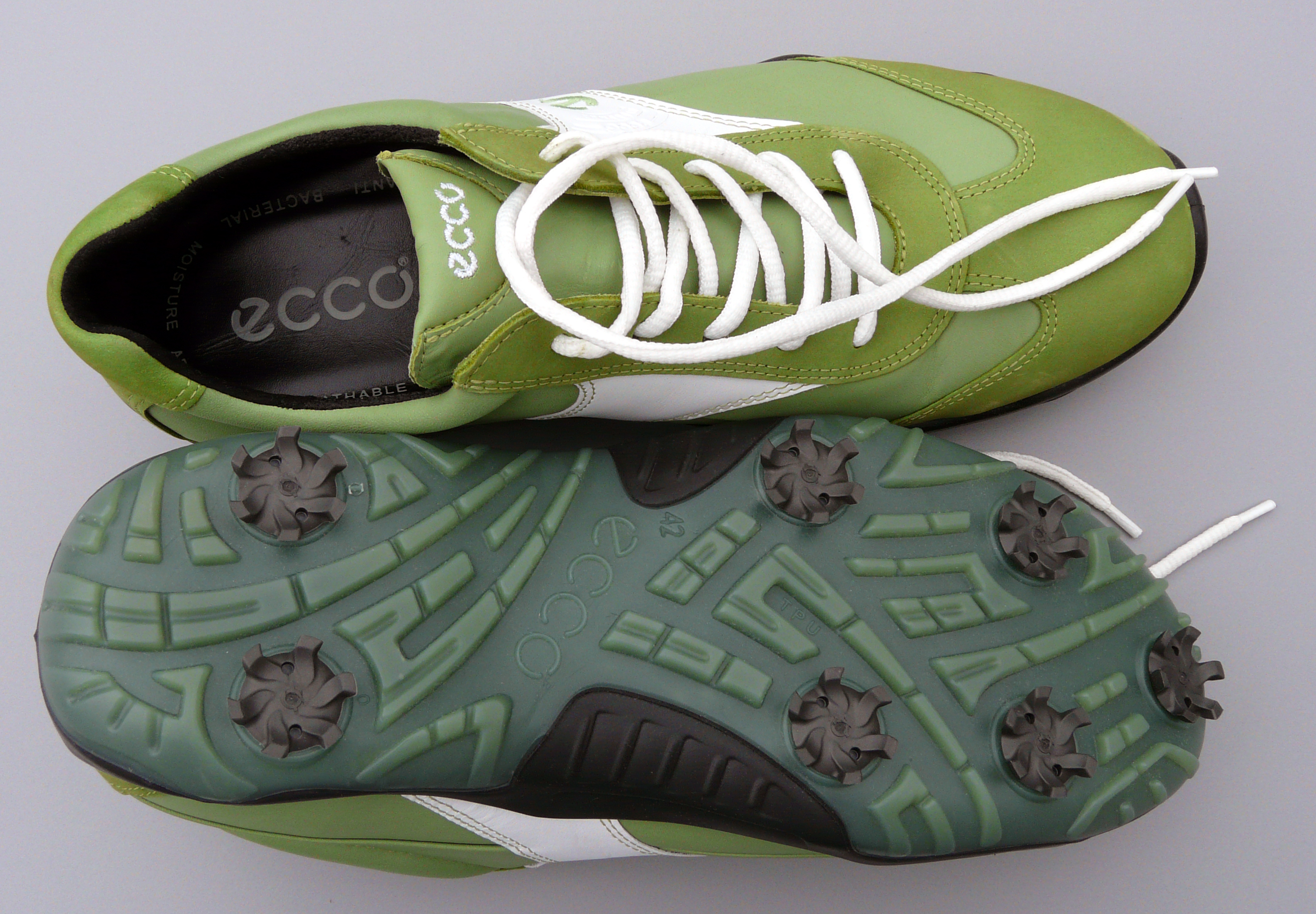
Golfschuhe von Ecco

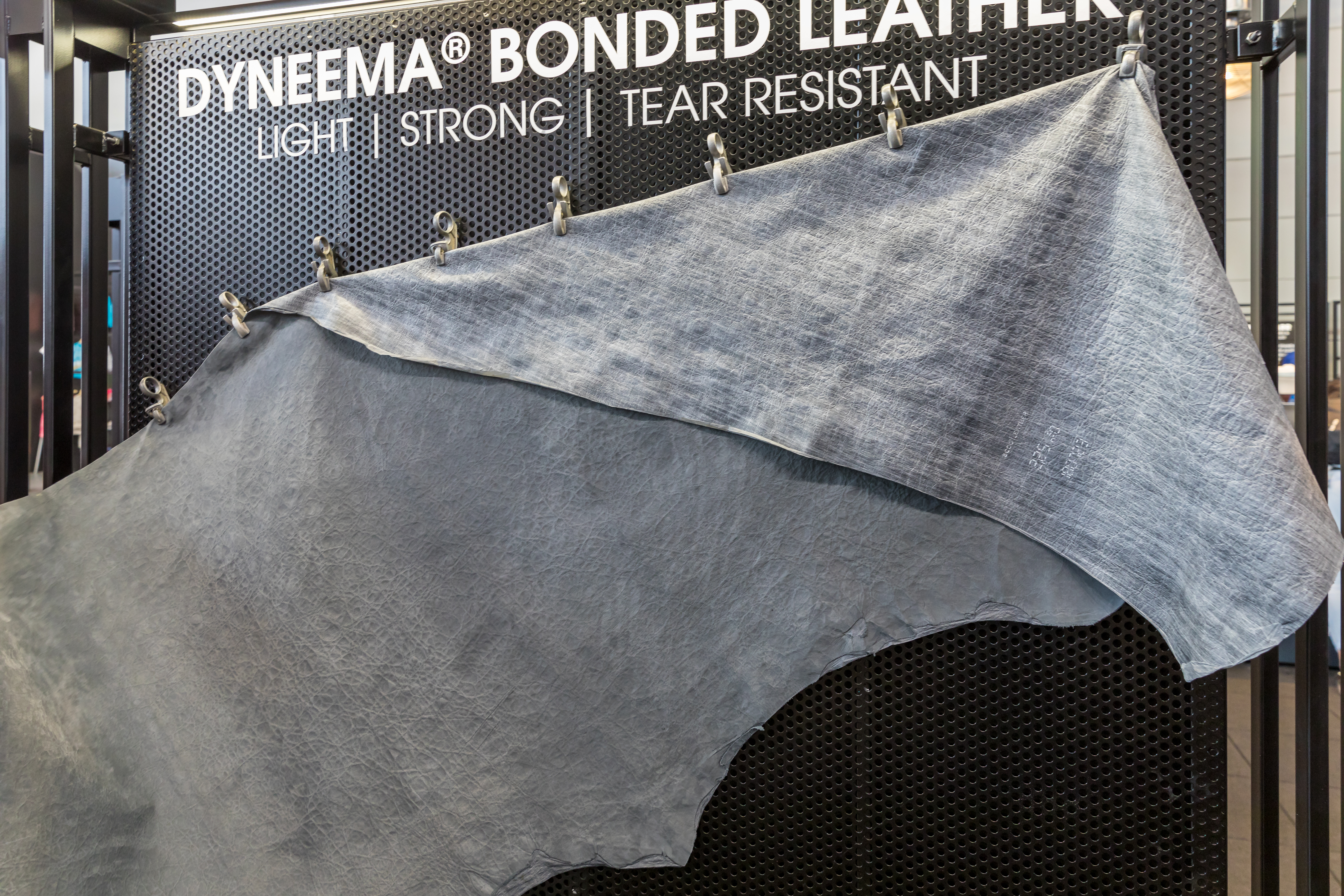
Dyneema-verstärktes Leder von Ecco

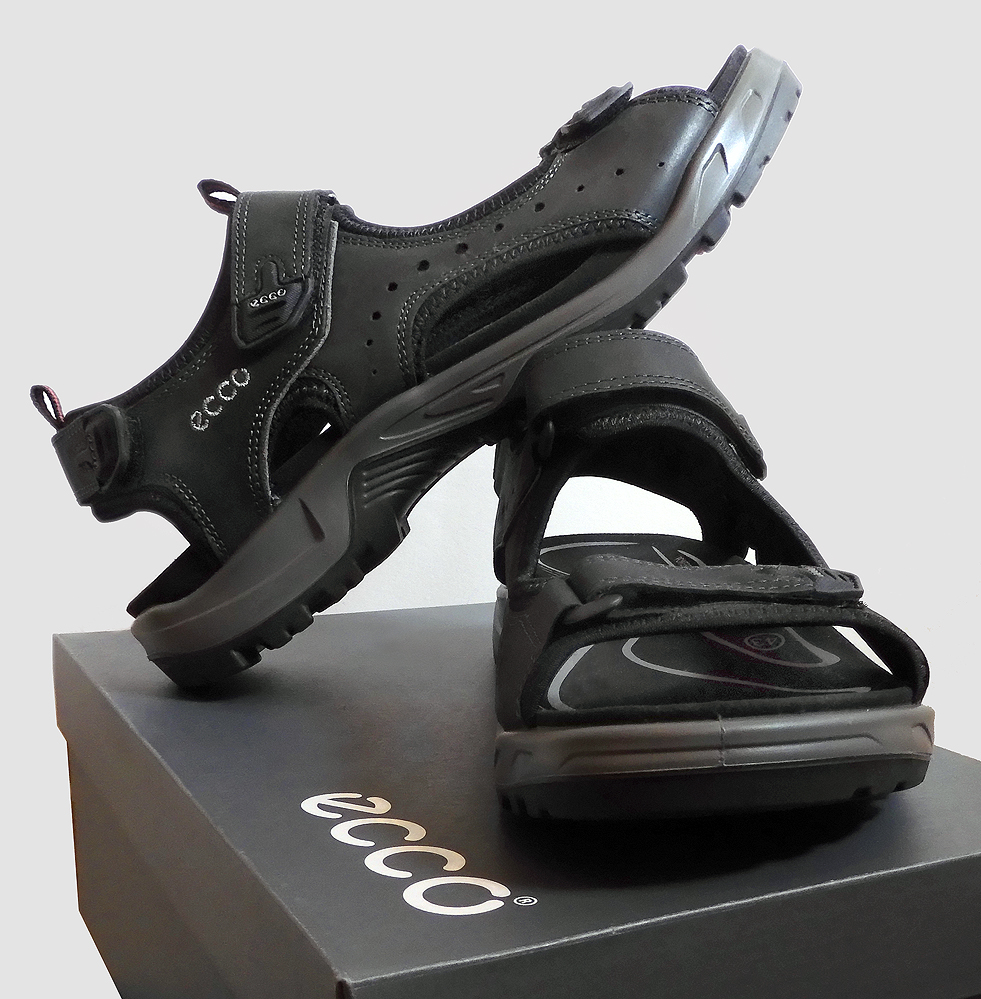
Sandalen von Ecco

Die ECCO Group, geführt von der ECCO Sko A/S (deutsch: ECCO Schuh Aktiengesellschaft) mit Hauptsitz in Dänemark, ist einer der weltweit größten Produzenten von Schuhen und eines der weltweit größten Schuhhandelsunternehmen. Es ist in allen Segmenten des Schuhmarktes tätig, bei Sportschuhen einer der Weltmarktführer. Kerngeschäftsbereich sind Schuhe, bei denen die Sohlen unter Druck direkt auf die vorgeformten Oberteile gespritzt werden.

## Geschichte
Das Unternehmen wurde 1963 in Bredebro von Karl Toosbuy gegründet. Seit 1991 ist die ECCO Sko A/S Lieferant des Königlichen Dänischen Hofes. Ab 2004 wurden die ECCO-Läden in Deutschland auf das Franchise-System umgestellt.

## Kontroversen
Im März 2022 entschied sich ECCO, trotz der Invasion der Ukraine und der schweren Sanktionen gegen Russland, seine Aktivitäten in Russland fortzusetzen. Infolgedessen verlor ECCO seinen 30 Jahre alten Status als Hoflieferant der Dänischen Königsfamilie.

## Struktur
ECCO ist bis heute durchgehend in Familienbesitz und familiengeführt. Alleineigentümerin und seit Juni 1996 Aufsichtsratsvorsitzende ist Hanni Toosbuy, die Tochter von Birte und Karl Toosbuy.
Die ECCO Group besteht aus der ECCO Holding, der zentralen ECCO Sko A/S, der ECCO USA Inc. und der ECCO Asia Ltd. Daneben wurde eine Stiftung, die Toosbuy's Foundation ins Leben gerufen.
ECCO verfügt über eigene Ledergerbereien in den Niederlanden, Indonesien und Thailand, sowie eigene Fabrikationsstandorte in der Slowakei, in Portugal, Indonesien, Thailand und China. Die Ledersparte zählt zu den Weltmarktführern von Leder für Kleidung, Taschen und Handschuhe, und sie beliefert auch andere Schuhhersteller.
Das operative Geschäft ist in elf relativ unabhängig operierende Geschäftseinheiten eingeteilt:
- fünf Verkaufsregionen: ECCO Westeuropa (Benelux-Staaten, Großbritannien und Südeuropa, Sitz in Rosmalen, Niederlande), ECCO Zentraleuropa (deutschsprachiger Raum und Skandinavien, Sitz in Tønder, Dänemark), ECCO Ost- und Mitteleuropa (mit Sitz in Warschau, Polen), ECCO Amerika (mit Sitz in Manchester (New Hampshire), USA), ECCO Asien/Pazifik (mit Sitz in Hongkong, China)
- fünf Produktionseinheiten: ECCO Portugal in Feira, ECCO Slowakei in Martin, ECCO Indonesien in Surabaya, ECCO Thailand in Ayutthaya und ECCO Xiamen in Xiamen, China.
- ein Bereich Leder: die ECCO Leather Group mit rund 100 Angestellten wurde 2001 erworben, hat ihren Hauptsitz in Dongen, Niederlande, und umfasst die Gerberei und ein Entwicklungszentrum.

Bei der Zentrale von ECCO verbleibt die Zuständigkeit für Marken-, Produkt- und Konzeptentwicklung, zentrale Funktionen wie Logistik, IT, Vermögensverwaltung, Steuer- und Rechtsangelegenheiten sowie die Unterstützung und Kontrolle der Geschäftseinheiten.

## Kennzahlen
Jährlich werden von ECCO 15 Millionen Schuhe in über 3000 Verkaufsstellen verkauft. Der Umsatz beträgt etwa 4,47 Mrd. Dänische Kronen (600 Millionen Euro, Stand 2006). Das Unternehmen beschäftigt weltweit ca. 13.000 Mitarbeiter (2006). Mit Stand 2006 hat die Firma seit ihrer Gründung weltweit mehr als 200 Millionen Schuhe produziert.
Für das Jahr 2013 wird ein Verkauf von mehr als 20 Millionen Paar Schuhen gemeldet.